# Eduardo Martínez Alonso
Eduardo Martínez Alonso (Lalo) (Vigo, 1903 - Madrid, 1972) fue un médico español conocido por su labor humanitaria durante la guerra civil española y la Segunda Guerra Mundial.

## Biografía
Hijo de una familia burguesa de Vigo, fue nieto de Antonio Alonso Santodomingo, industrial conservero fundador de la empresa «Palacio de Oriente», e hijo del cónsul general de Uruguay. Su padre estuvo destinado inicialmente en Glasgow, donde Eduardo se encuentra ya con ocho años (1912), y posteriormente en Liverpool en el año 1918, ciudad en la cursó estudios de Medicina en su Universidad. Una vez finalizados sus estudios, Eduardo Martínez Alonso se traslada a Madrid, donde a través de contactos de su familia entra a trabajar en el hospital de la Cruz Roja. Allí prospera, monta una consulta propia y se convierte en el médico de las embajadas del Reino Unido y los Estados Unidos. También contrae matrimonio por primera vez con una súbdita británica, que posteriormente lo abandonó para volver al Reino Unido.

### Periodo de Guerras
Trabajó como médico de campaña durante los años de la guerra civil española en la Cruz Roja, y por diversas circunstancias, en los dos bandos. Finalizada la guerra regresó a Vigo donde siguió ejerciendo como médico hasta que se trasladó  a Madrid. Su biografía describe este momento con la siguiente reflexión:

En el desbarajuste posbélico, la mejor seña de identidad era la clasificación social, y él encajaba fácilmente en esa España conservadora y extremadamente clasista de la posguerra. Porque Lalo era un señorito. Mal que bien, se podría definir como un burgués que ejercía la medicina en Madrid sin vínculos dudosos con las izquierdas o la Segunda República.

En Madrid comienza a frecuentar el salón de té Embassy en el Paseo de la Castellana, dicho salón no era más que una tapadera de los servicios de inteligencia británicos que en aquellos años operaban en España; en dicho salón Eduardo tenía reuniones frecuentes con su amigo Alan Hillgarth (agregado naval y encargado por Winston Churchill de coordinar el servicio secreto británico en España). Así, en 1939 se ofreció como voluntario para colaborar con Gran Bretaña, pero el agregado militar de la embajada británica en Madrid le pide que permanezca en España y  partir de entonces ejerce como médico de la embajada británica en Madrid. Sus primeras labores como agente del servicio secreto británico fue la liberación de 365 presos polacos en el Campo de concentración de Miranda de Ebro; debido a su condición de médico Eduardo acudía los fines de semana al campo para comprobar el estado de salud de los internos extranjeros retenidos en dicho campo (en esas visitas les llevaba ropa, comida, tabaco, etc.); y la estrategia que Eduardo utilizaba para liberarlos era la emisión de informes médicos falsos alegando que los reclusos habían contraído afecciones graves, y redactaba una carta recomendando a las autoridades españolas su evacuación, por razones humanitarias o para evitar contagios.
En el año 1942 le informa a su entonces novia (Ramona de Vicente) que tenía ocultos a dos refugiados judíos para que pudieran pasar la frontera con Portugal; una vez casados tuvieron que pasar su luna de miel en Lisboa, ya que la Gestapo estaba tras la pista de Eduardo, el siguiente destino fue Londres en donde el Ministerio de la Guerra Británico recluta a Eduardo para entrenarlo y es a partir de entonces cuando colabora desde Londres con las redes clandestinas.
Durante los años de la Segunda Guerra Mundial estas redes clandestinas operan sacando refugiados a través de Gibraltar y Galicia, para ello Eduardo pone a su disposición su piso de Vigo y su casa de Redondela; en dichos inmuebles los refugiados se ocultaban esperando el momento de poder pasar la frontera portuguesa a través de Río Miño pasando la frontera por Tuy (Provincia de Pontevedra), realizando dichas operaciones en colaboración con la guardia Portuguesa. Otra de las vías de escape de los refugiados eran los marineros gallegos que en sus embarcaciones llevaban a los refugiados a salvo hasta los buques de la marina real británica. Se estima que las redes de escape utilizadas en la frontera gallega con Portugal sirvieron para salvar la vida a aproximadamente 30.000 personas perseguidas por el Tercer Reich.
Como relata su hija en una de los libros dedicados a la obra de su padre «las rutas de escape eran variadas, a veces, mi padre se llevaba a alguno de estos refugiados a su piso de soltero de Madrid. Pero sobre todo a La Portela, la casa que la familia tenía en Redondela (Pontevedra) con acceso directo a la playa. Mi abuela le comentaba a mi padre: “estos amigos, que callados son”. Y él le explicaba que, como venían de la guerra, estaban muy afectados”. Horas después, los amigos silenciosos habían desaparecido.» En medio de aquel proceso, la cooperación entre las personas y su mutua confianza era fundamental para realizar de forma satisfactoria las rutas de escape: «confiaban en el compañero, en el amigo, en el “o me ayudas tú o no tengo otra solución”. Y funcionó con mi padre, con los contrabandistas que recogían a sus refugiados y los llevaban hasta sus domas, y hasta con la cocinera de La Portela, a la que mi padre le explicó que eran personas a las que iban a matar».
Una vez finalizado el conflicto bélico Eduardo y su mujer regresan a Madrid en donde trabajó para la Cruz Roja hasta su fallecimiento en el año 1972.

## Reconocimientos
En 1947 fue condecorado con la Medalla al Valor del gobierno británico (King George Medal for Courage) y en 1958 nombrado Miembro de los "caballeros de la Cruz de oro del mérito" por el gobierno polaco en el exilio. Ese mismo año la Federación de Comunidades Judías de España nombró a Martínez Alonso benefactor de los judíos que se salvaron durante el Holocausto. 
En 2010 el doctor Mordechai Kremer, de la Universidad de Jerusalén, por indicación del biógrafo de Eduardo Martínez y de su hija, solicitaron al Yad Vashem de Jerusalén el reconocimiento a Eduardo Martínez como Justo entre las Naciones en reconocimiento a su labor humanitaria y al salvamento de judíos durante el holocausto. Un año después, la Asociación Gallega de Amistad con Israel (A.G.A.I.) solicitó al ayuntamiento de Vigo que se le concediera el nombre de una calle o una plaza a Eduardo Martínez Alonso.